# Kidron (Izrael)
Kidron (hebrejsky קִדְרוֹן, v oficiálním přepisu do angličtiny Qidron) je vesnice typu mošav v Izraeli, v Centrálním distriktu, v Oblastní radě Brenner.

## Geografie
Leží v nadmořské výšce 51 metrů v hustě osídlené a zemědělsky intenzivně využívané pobřežní nížině (region Šefela).
Obec se nachází 14 kilometrů od břehu Středozemního moře, cca 29 kilometrů jihovýchodně od centra Tel Avivu, cca 41 kilometrů západně od Jeruzalému a 1 kilometr východně od okraje města Gedera. Podél severního okraje vesnice protéká potok Nachal Sorek. Dál k severu pak leží areál letecké základny Tel Nof. Kidron obývají Židé, přičemž osídlení v tomto regionu je etnicky převážně židovské.
Kidron je na dopravní síť napojen pomocí místních komunikací v rámci města Gedera.

## Dějiny
Kidron byl založen v roce 1949. Zakladateli mošavu byli Židé z Jugoslávie a Rumunska. Pojmenován je podle údolí a vodního toku Kidron, které leží v Jeruzalému. Lokalitu Kedrón zároveň zmiňuje biblická První kniha Makabejská 15,39, jejíž jméno se udrželo v názvu arabské vesnice Katra, která stávala západně od nynějšího mošavu Kidron do války za nezávislost roku 1948. V Katře stávala chlapecká základní škola založená roku 1923. Roku 1931 měla 822 obyvatel a 175 domů. Počátkem války byla tato oblast v květnu 1948 ovládnuta židovskými silami a arabské osídlení zde skončilo. Zástavba vesnice pak byla zbořena s výjimkou objektu školy a několika domů.
První židovští osadníci se nastěhovali přímo do vysídlené arabské vesnice v květnu 1949. Zároveň začala poblíž výstavba zcela nové vesnice, do které se pak přesunuli od května 1950. Původně zde měly vzniknout dvě vesnice: Kidron Alef a Kidron Bet, ale nakonec se Židovská agentura rozhodla vytvořit administrativně jednu obec. V dubnu 1952 podepsali obyvatelé slavnostně smlouvu o finanční výpomoci oď Židovské agentury.
Správní území mošavu dosahuje cca 4000 dunamů (4 kilometry čtvereční). Místní ekonomika je založena na zemědělství, mnoho obyvatel ale pracuje mimo obec. Vesnice prošla postupně stavební expanzí, která výrazně zvýšila její populaci.

## Demografie
Podle údajů z roku 2014 tvořili naprostou většinu obyvatel v Kidron Židé (včetně statistické kategorie "ostatní", která zahrnuje nearabské obyvatele židovského původu ale bez formální příslušnosti k židovskému náboženství).
Jde o menší obec vesnického typu s dlouhodobě rostoucí populací. K 31. prosinci 2014 zde žilo 1568 lidí. Během roku 2014 populace klesla o 0,5 %.
| Rok            | 1961 | 1972 | 1983 | 1995 | 2001 | 2003 | 2004 | 2005 | 2006 | 2007 | 2008 | 2009 | 2010 | 2011 | 2012 | 2013 | 2014 |
| -------------- | ---- | ---- | ---- | ---- | ---- | ---- | ---- | ---- | ---- | ---- | ---- | ---- | ---- | ---- | ---- | ---- | ---- |
| Počet obyvatel | 583  | 601  | 688  | 745  | 939  | 985  | 1067 | 1172 | 1295 | 1324 | 1378 | 1410 | 1472 | 1510 | 1550 | 1576 | 1568 |